# Bang, Pt.2
Bang, Pt.2 è il settimo mixtape del rapper statunitensi Chief Keef, pubblicato il 15 agosto 2012 dalle etichette discografiche Glo Gang e RBC Records.

## Tracce
1. 12 Bars – 2:07
2. Michael Blackson Skit – 0:36
3. Morgan Tracy – 1:53
4. Bank Closed – 2:10
5. All Time – 3:19
6. Fuck Me – 2:29
7. Skit – 0:47
8. Chiefin Keef – 3:42
9. Buy It – 2:05
10. Aint Done Turnin Up – 2:05
11. Hoez N Oz – 2:51
12. What I Wanna Do – 1:45
13. Cause I'm Gettin Money – 2:17
14. Skit – 1:29
15. 2 Much – 1:44
16. No It Dont – 2:21
17. 3 – 1:40
18. Gotta Glo Up One Day – 1:52
19. Hard Way – 1:50